# 강화 홍릉
강화 홍릉(江華 洪陵)은 고려의 제23대 왕인 고종의 능이다. 인천광역시 강화군 강화읍 국화리에 있다. 1971년 12월 28일 대한민국의 사적 제224호로 지정되었다.

## 개요
1259년(고종 46년) 음력 6월 30일 고려의 제23대 왕 고종이 류경의 집에서 사망하자, 이 해 음력 9월 18일 당시 태손이던 충렬왕이 고종을 강화의 홍릉에 장사지냈다. 당시 고종의 아들인 원종은 원나라에 체류중이던 관계로, 고종의 장례에는 참석하지 못하고 3일간 상복을 입었다.
대부분의 고려 왕릉은 조선민주주의인민공화국에 있으나, 고종이 사망하던 시기는 고려가 도읍을 개경에서 강화로 옮기고 몽고에 맞서던 대몽 항쟁기였던 관계로 그 무덤이 현재의 대한민국에 자리하게 되었다. 이와 같이 대한민국에 소재한 고려의 왕릉은 홍릉을 비롯하여 희종의 석릉, 원덕태후 류씨의 곤릉, 순경태후 김씨의 가릉 및 고양시의 공양왕릉(고릉) 등 총 5기이다.
홍릉은 3단으로 이루어져 있었으며, 아랫단에 정자각이, 2단에 사람 형상의 조각이, 3단에 왕릉이 배치된 형태였다. 그 외에도 1919년의 조사 때 난간을 둘러싼 돌 및 동물 형상의 돌조각 등도 있었다고 하나, 현재 남아있는 것은 사람모양의 돌조각 2개 및 무덤 뿐이다. 총 면적은 298m2이며, 1971년 12월 28일 대한민국의 사적 제224호로 지정되었다. 한편 대한민국 문화재청에서 2011년 7월 28일에 고시하여 지정한 홍릉의 정식 명칭은 강화 홍릉(江華 洪陵)이다.
한편 2012년 6월, 인천광역시에서는 강화군 지역의 고려 왕릉을 정비한다고 발표하였으며, 나아가 고려 왕릉의 세계문화유산 지정도 추진하고 있다.

## 참고 자료
- 강화 홍릉 - 국가유산청 국가유산포털
- 인천역사문화총서40, 《인천의 문화유산을 찾아서》, 인천광역시 역사자료관, 홍릉, 34쪽